# منتخب المغرب تحت 17 سنة لكرة القدم
المنتخب المغربي تحت 17 سنة لكرة القدم هو الممثل الوطني للمغرب في مسابقات كرة القدم الدولية لأقل من 17 عاما، وتُشرف عليه الجامعة الملكية المغربية لكرة القدم. يتنافس الفريق في كأس الأمم الإفريقية تحت 17 سنة، ودورة اتحاد شمال إفريقيا تحت 17 سنة، وكأس العرب تحت 17 سنة، وكأس العالم تحت 17 سنة التي تقام كل عامين. وأبرز إنجازاته على المستوى القاري الفوز بكأس إفريقيا سنة 2025.

## سجل المشاركات الدولية

### بطولة شمال أفريقيا
| بطولة أمم شمال أفريقيا تحت 17 سنة | بطولة أمم شمال أفريقيا تحت 17 سنة | بطولة أمم شمال أفريقيا تحت 17 سنة | بطولة أمم شمال أفريقيا تحت 17 سنة | بطولة أمم شمال أفريقيا تحت 17 سنة | بطولة أمم شمال أفريقيا تحت 17 سنة | بطولة أمم شمال أفريقيا تحت 17 سنة | بطولة أمم شمال أفريقيا تحت 17 سنة | بطولة أمم شمال أفريقيا تحت 17 سنة |
| المشاركة: 7                       | المشاركة: 7                       | المشاركة: 7                       | المشاركة: 7                       | المشاركة: 7                       | المشاركة: 7                       | المشاركة: 7                       | المشاركة: 7                       | المشاركة: 7                       |
| البلد المنظم والسنة               | الدور                             | المرتبة                           | لعب                               | فوز                               | تعادل                             | هزيمة                             | أهداف له                          | أهداف عليه                        |
| --------------------------------- | --------------------------------- | --------------------------------- | --------------------------------- | --------------------------------- | --------------------------------- | --------------------------------- | --------------------------------- | --------------------------------- |
| 2006 ‏                             | لم يشارك                          | لم يشارك                          | لم يشارك                          | لم يشارك                          | لم يشارك                          | لم يشارك                          | لم يشارك                          | لم يشارك                          |
| 2007 ‏                             | بطل                               | 1                                 | 3                                 | -                                 | -                                 | -                                 | -                                 | -                                 |
| 2008 ‏                             | المرتبة الثالثة                   | 3                                 | 3                                 | 1                                 | 0                                 | 2                                 | 3                                 | 5                                 |
| 2008 ‏                             | المرتبة الرابعة                   | 5                                 | 4                                 | -                                 | -                                 | -                                 | -                                 | -                                 |
| 2009 ‏                             | الوصيف                            | 2                                 | 3                                 | 1                                 | 1                                 | 1                                 | 3                                 | 3                                 |
| 2009 ‏                             | المرتبة الثالثة                   | 3                                 | 2                                 | 0                                 | 2                                 | 0                                 | 1                                 | 1                                 |
| 2010                              | المرتبة الرابعة                   | 5                                 | 3                                 | 0                                 | 1                                 | 2                                 | 1                                 | 5                                 |
| 2011 ‏                             | بطل                               | 1                                 | 2                                 | 1                                 | 1                                 | 0                                 | 2                                 | 0                                 |
| 2012 ‏                             | لم يشارك                          | لم يشارك                          | لم يشارك                          | لم يشارك                          | لم يشارك                          | لم يشارك                          | لم يشارك                          | لم يشارك                          |
| المجموع                           | الفوز                             | 7/9                               | 20                                | -                                 | -                                 | -                                 | -                                 | -                                 |

### كأس الأمم الأفريقية
| بطولة أفريقيا لكرة القدم تحت 17 سنة | بطولة أفريقيا لكرة القدم تحت 17 سنة | بطولة أفريقيا لكرة القدم تحت 17 سنة | بطولة أفريقيا لكرة القدم تحت 17 سنة | بطولة أفريقيا لكرة القدم تحت 17 سنة | بطولة أفريقيا لكرة القدم تحت 17 سنة | بطولة أفريقيا لكرة القدم تحت 17 سنة | بطولة أفريقيا لكرة القدم تحت 17 سنة | بطولة أفريقيا لكرة القدم تحت 17 سنة |
| المشاركة: 3 / 14                    | المشاركة: 3 / 14                    | المشاركة: 3 / 14                    | المشاركة: 3 / 14                    | المشاركة: 3 / 14                    | المشاركة: 3 / 14                    | المشاركة: 3 / 14                    | المشاركة: 3 / 14                    | المشاركة: 3 / 14                    |
| السنة                               | الدور                               | المرتبة                             | لعب                                 | فوز                                 | تعادل                               | هزيمة                               | أهداف له                            | أهداف عليه                          |
| ----------------------------------- | ----------------------------------- | ----------------------------------- | ----------------------------------- | ----------------------------------- | ----------------------------------- | ----------------------------------- | ----------------------------------- | ----------------------------------- |
| 1995                                | لم يتأهل                            | لم يتأهل                            | لم يتأهل                            | لم يتأهل                            | لم يتأهل                            | لم يتأهل                            | لم يتأهل                            | لم يتأهل                            |
| 1997                                | لم يتأهل                            | لم يتأهل                            | لم يتأهل                            | لم يتأهل                            | لم يتأهل                            | لم يتأهل                            | لم يتأهل                            | لم يتأهل                            |
| 1999                                | لم يتأهل                            | لم يتأهل                            | لم يتأهل                            | لم يتأهل                            | لم يتأهل                            | لم يتأهل                            | لم يتأهل                            | لم يتأهل                            |
| 2001 ‏                               | لم يتأهل                            | لم يتأهل                            | لم يتأهل                            | لم يتأهل                            | لم يتأهل                            | لم يتأهل                            | لم يتأهل                            | لم يتأهل                            |
| 2003                                | لم يتأهل                            | لم يتأهل                            | لم يتأهل                            | لم يتأهل                            | لم يتأهل                            | لم يتأهل                            | لم يتأهل                            | لم يتأهل                            |
| 2005 ‏                               | لم يتأهل                            | لم يتأهل                            | لم يتأهل                            | لم يتأهل                            | لم يتأهل                            | لم يتأهل                            | لم يتأهل                            | لم يتأهل                            |
| 2007 ‏                               | لم يتأهل                            | لم يتأهل                            | لم يتأهل                            | لم يتأهل                            | لم يتأهل                            | لم يتأهل                            | لم يتأهل                            | لم يتأهل                            |
| 2009                                | لم يشارك                            | لم يشارك                            | لم يشارك                            | لم يشارك                            | لم يشارك                            | لم يشارك                            | لم يشارك                            | لم يشارك                            |
| 2011                                | لم يتأهل                            | لم يتأهل                            | لم يتأهل                            | لم يتأهل                            | لم يتأهل                            | لم يتأهل                            | لم يتأهل                            | لم يتأهل                            |
| 2013                                | نصف النهائي                         | نصف النهائي                         | نصف النهائي                         | نصف النهائي                         | نصف النهائي                         | نصف النهائي                         | نصف النهائي                         | نصف النهائي                         |
| 2015                                | لم يتأهل                            | لم يتأهل                            | لم يتأهل                            | لم يتأهل                            | لم يتأهل                            | لم يتأهل                            | لم يتأهل                            | لم يتأهل                            |
| 2017                                | لم يتأهل                            | لم يتأهل                            | لم يتأهل                            | لم يتأهل                            | لم يتأهل                            | لم يتأهل                            | لم يتأهل                            | لم يتأهل                            |
| 2019                                | دور المجموعات                       | المرتبة 7                           | 3                                   | 0                                   | 1                                   | 2                                   | 2                                   | 4                                   |
| 2021                                | ألغيت                               | ألغيت                               | ألغيت                               | ألغيت                               | ألغيت                               | ألغيت                               | ألغيت                               | ألغيت                               |
| 2023                                | الوصيف                              | المرتبة الثانية                     | 6                                   | 3                                   | 1                                   | 2                                   | 8                                   | 5                                   |
| 2025                                | بطل                                 | 1                                   | 6                                   | 3                                   | 3                                   | 0                                   | 11                                  | 1                                   |
| المجموع                             | بطل                                 | 4/14                                | 20                                  | 8                                   | 7                                   | 5                                   | 31                                  | 15                                  |

### كأس العالم
| كأس العالم لكرة القدم تحت 17 سنة | كأس العالم لكرة القدم تحت 17 سنة | كأس العالم لكرة القدم تحت 17 سنة | كأس العالم لكرة القدم تحت 17 سنة | كأس العالم لكرة القدم تحت 17 سنة | كأس العالم لكرة القدم تحت 17 سنة | كأس العالم لكرة القدم تحت 17 سنة | كأس العالم لكرة القدم تحت 17 سنة | كأس العالم لكرة القدم تحت 17 سنة |
| مشاركات: 1 / 17                  | مشاركات: 1 / 17                  | مشاركات: 1 / 17                  | مشاركات: 1 / 17                  | مشاركات: 1 / 17                  | مشاركات: 1 / 17                  | مشاركات: 1 / 17                  | مشاركات: 1 / 17                  | مشاركات: 1 / 17                  |
| سنة                              | مرحلة                            | مرتبة                            | لعب                              | فاز                              | تعادل                            | خسر                              | له                               | عليه                             |
| -------------------------------- | -------------------------------- | -------------------------------- | -------------------------------- | -------------------------------- | -------------------------------- | -------------------------------- | -------------------------------- | -------------------------------- |
| 1985                             | لم يشارك                         | لم يشارك                         | لم يشارك                         | لم يشارك                         | لم يشارك                         | لم يشارك                         | لم يشارك                         | لم يشارك                         |
| 1987                             | لم يشارك                         | لم يشارك                         | لم يشارك                         | لم يشارك                         | لم يشارك                         | لم يشارك                         | لم يشارك                         | لم يشارك                         |
| 1989                             | لم يتأهل                         | لم يتأهل                         | لم يتأهل                         | لم يتأهل                         | لم يتأهل                         | لم يتأهل                         | لم يتأهل                         | لم يتأهل                         |
| 1991                             | استبعد                           | استبعد                           | استبعد                           | استبعد                           | استبعد                           | استبعد                           | استبعد                           | استبعد                           |
| 1993                             | لم يشارك                         | لم يشارك                         | لم يشارك                         | لم يشارك                         | لم يشارك                         | لم يشارك                         | لم يشارك                         | لم يشارك                         |
| 1995                             | لم يتأهل                         | لم يتأهل                         | لم يتأهل                         | لم يتأهل                         | لم يتأهل                         | لم يتأهل                         | لم يتأهل                         | لم يتأهل                         |
| 1997                             | لم يتأهل                         | لم يتأهل                         | لم يتأهل                         | لم يتأهل                         | لم يتأهل                         | لم يتأهل                         | لم يتأهل                         | لم يتأهل                         |
| 1999                             | لم يتأهل                         | لم يتأهل                         | لم يتأهل                         | لم يتأهل                         | لم يتأهل                         | لم يتأهل                         | لم يتأهل                         | لم يتأهل                         |
| 2001                             | لم يتأهل                         | لم يتأهل                         | لم يتأهل                         | لم يتأهل                         | لم يتأهل                         | لم يتأهل                         | لم يتأهل                         | لم يتأهل                         |
| 2003                             | لم يتأهل                         | لم يتأهل                         | لم يتأهل                         | لم يتأهل                         | لم يتأهل                         | لم يتأهل                         | لم يتأهل                         | لم يتأهل                         |
| 2005                             | لم يتأهل                         | لم يتأهل                         | لم يتأهل                         | لم يتأهل                         | لم يتأهل                         | لم يتأهل                         | لم يتأهل                         | لم يتأهل                         |
| 2007                             | لم يتأهل                         | لم يتأهل                         | لم يتأهل                         | لم يتأهل                         | لم يتأهل                         | لم يتأهل                         | لم يتأهل                         | لم يتأهل                         |
| 2009                             | لم بشارك                         | لم بشارك                         | لم بشارك                         | لم بشارك                         | لم بشارك                         | لم بشارك                         | لم بشارك                         | لم بشارك                         |
| 2011                             | لم يتأهل                         | لم يتأهل                         | لم يتأهل                         | لم يتأهل                         | لم يتأهل                         | لم يتأهل                         | لم يتأهل                         | لم يتأهل                         |
| 2013                             | الدور 16                         | ثمن نهائي                        | 4                                | 2                                | 1                                | 1                                | 8                                | 5                                |
| 2015                             | لم يتأهل                         | لم يتأهل                         | لم يتأهل                         | لم يتأهل                         | لم يتأهل                         | لم يتأهل                         | لم يتأهل                         | لم يتأهل                         |
| 2017                             | لم يتأهل                         | لم يتأهل                         | لم يتأهل                         | لم يتأهل                         | لم يتأهل                         | لم يتأهل                         | لم يتأهل                         | لم يتأهل                         |
| 2019                             | لم يتأهل                         | لم يتأهل                         | لم يتأهل                         | لم يتأهل                         | لم يتأهل                         | لم يتأهل                         | لم يتأهل                         | لم يتأهل                         |
| 2021                             | ألغيت                            | ألغيت                            | ألغيت                            | ألغيت                            | ألغيت                            | ألغيت                            | ألغيت                            | ألغيت                            |
| 2023                             | تأهل                             | تأهل                             | تأهل                             | تأهل                             | تأهل                             | تأهل                             | تأهل                             | تأهل                             |
| مجموع                            | 1/19                             | الدور 16                         | 4                                | 2                                | 1                                | 1                                | 8                                | 5                                |

### كأس العرب
| كأس العرب تحت 17 سنة | كأس العرب تحت 17 سنة | كأس العرب تحت 17 سنة | كأس العرب تحت 17 سنة | كأس العرب تحت 17 سنة | كأس العرب تحت 17 سنة | كأس العرب تحت 17 سنة | كأس العرب تحت 17 سنة | كأس العرب تحت 17 سنة |
| مشاركات: 2 / 3       | مشاركات: 2 / 3       | مشاركات: 2 / 3       | مشاركات: 2 / 3       | مشاركات: 2 / 3       | مشاركات: 2 / 3       | مشاركات: 2 / 3       | مشاركات: 2 / 3       | مشاركات: 2 / 3       |
| السنة                | الدور                | المرتبة              | لعب                  | فوز                  | تعادل                | هزيمة                | أهداف له             | أهداف عليه           |
| -------------------- | -------------------- | -------------------- | -------------------- | -------------------- | -------------------- | -------------------- | -------------------- | -------------------- |
| 2011                 | مرحلة المجموعات      | المركز الخامس        | 3                    | 1                    | 1                    | 1                    | 3                    | 3                    |
| 2012                 | المركز الثالث        | المركز الثالث        | 4                    | 2                    | 1                    | 1                    | 4                    | 2                    |
| 2014                 | لم بشارك             | لم بشارك             | لم بشارك             | لم بشارك             | لم بشارك             | لم بشارك             | لم بشارك             | لم بشارك             |
| 2021                 | ألغيت                | ألغيت                | ألغيت                | ألغيت                | ألغيت                | ألغيت                | ألغيت                | ألغيت                |
| 2022                 | الوصيف               | المركز الثاني        | 6                    | 4                    | 1                    | 1                    | 7                    | 3                    |
| مجموع                | 3/3                  | مركز ثالث            | 13                   | 7                    | 3                    | 3                    | 14                   | 8                    |

## البطولات
- كأس العالم تحت 17 سنة :
  - الربع نهائي : 2023
- كأس الأمم الأفريقية تحت 17 سنة :
  -  البطل : 2025
  -  الوصيف : 2023
- كأس العرب تحت 17 سنة :
  -  الوصيف : 2022
  -  الثالث : 2012
- دورة اتحاد شمال أفريقيا تحت 17 سنة :
  -  البطل (4): 2007، 2011، 2018، 2022
  -  الوصيف (3): 2009، 2014، 2018
  -  الثالث (4): 2008، 2009، 2012، 2015